# 階上町立道仏小学校
階上町立道仏小学校（はしかみちょうりつ どうぶつしょうがっこう）は、青森県三戸郡階上町道仏にある公立小学校。

## 沿革
- 1874年（明治7年）9月13日 - 道仏小学校と称して創設。
- 1877年（明治10年） - 道仏・小舟渡両学校が合併し、石渡に開設・移転し、石渡下等小学と改称。
- 1878年（明治11年） - 石渡下等小学から分離し、道仏字銀杏木窪に校舎を新築移転し、道仏下等小学と改称。
- 1885年（明治18年）9月13日 - 道仏・荒谷・小舟渡3校を併合し、榊村（現:道仏字榊）に校舎新築し、第六学区道仏小学校と改称。同日、新築落成式挙行。
- 1887年（明治20年）4月1日 - 学制変更により、道仏簡易小学校と改称。
- 1892年（明治25年）6月1日 - 道仏尋常小学校と改称。
- 1902年（明治35年）
  - 4月13日 - 小舟渡尋常小学校（現:小舟渡小学校）が、分離独立。
  - 10月9日 - 大蛇尋常小学校（現:大蛇小学校）が、分離独立。
- 1907年（明治40年）4月1日 - 道仏字外窪21番2号（現在地）に、校舎新築移転。
- 1908年（明治41年）12月 - 新校舎落成祝典挙行。
- 1925年（大正14年）9月13日 - 創立五十周年記念式典挙行。
- 1935年（昭和10年）4月7日 - 高等科併置し、道仏尋常高等小学校と改称。
- 1938年（昭和13年）5月10日 - 校舎新築及び講堂改築。
- 1941年（昭和16年）4月1日 - 国民学校令により、道仏国民学校と改称。
- 1947年（昭和22年）
  - 4月1日 - 学制改革により、階上村立道仏小学校と改称。同日、道仏中学校を併置し、高等科生を中学校に移籍。
  - 6月30日 - 道仏小学校父母と教師の会（PTA）創立総会を行う。
- 1953年（昭和28年）1月17日 - 道仏中学校が、道仏字榊山10番地に落成した、独立校舎に移転
- 1954年（昭和29年）9月13日 - 創立八十周年記念式典挙行。同日、校歌制定、校旗樹立。また、村内最初のピアノが、PTAより寄贈される。
- 1959年（昭和34年）12月 - 校章制定。「よい子の歌」作成。
- 1960年（昭和35年）12月3日 - 講堂体育館が、新築落成（168坪）。
- 1962年（昭和37年）12月5日 - 特別教室増築（124坪）。
- 1963年（昭和38年）
  - 1月1日 - 夕方に校舎中央2階付近から出火し、講堂を残して焼失した。応急措置として、講堂を区切り、仮校舎として、授業を続けた。
  - 4月 - 新校舎新築工事に着手。
  - 9月13日 - 創立記念相撲大会開催。今後の行事となる。
  - 12月10日 - 新校舎落成。
  - 12月13日 - 新校舎落成祝賀会挙行。
- 1964年（昭和39年）9月13日 - 創立九十周年記念式典挙行。記念品（盃）を各家庭に配付した。
- 1966年（昭和41年）4月1日 - 養護教諭が配置される。同日、家庭教育学級が開設される。
- 1967年（昭和42年）11月28日 - 理科室・理科準備室・特殊学級の各室が、増築落成する。
- 1968年（昭和43年）
  - 4月7日 - 牛乳給食開始。
  - 5月16日 - 9時48分頃に十勝沖地震が発生したが、本校には大きな被害は無かった。
- 1969年（昭和44年）4月1日 - 事務職員が配置される。
- 1973年（昭和48年）2月12日 - 完全給食開始。
- 1974年（昭和49年）
  - 6月23日 - 創立百周年記念大運動会開催。
  - 9月12日 - 創立百周年記念パレード開催。
  - 9月13日 - 創立百周年記念式典と祝賀会挙行。記念誌「道仏小学校百誌」発刊。
- 1976年（昭和51年）3月12日 - 図工室・家庭科室の増築と、体育館の拡張工事完成。
- 1980年（昭和55年）5月1日 - 階上村の町制施行により、階上町立道仏小学校と改称。
- 1983年（昭和58年）4月1日 - 学童農園指定校となる。
- 2000年（平成12年）3月 - 新増改築校舎完成[1]。
- 2021年（令和3年）4月1日 - 大蛇・小舟渡（こみなと）の両小学校を統合[2][3][4]。

## 学区
出典
- 大字道仏全域（ただし字耳ケ吠・字天当平・字横沢山の一部を除く）

## 周辺
- 国道45号
- 西光寺

## アクセス
- 階上町コミュニティバス朝夕特別線「道仏小学校前」バス停下車。路線名にある通り、運行は朝夕のみ。
- 八戸久慈自動車道階上ICから、車で約520m・約1分。

## 参考資料
- 『階上町史 通史編Ⅱ』（階上町・2001年2月28日発行）「第三編 教育・第一章 学校教育・第二節 町内小・中学校教育 ・（六）道仏小学校」189頁～220頁「◯沿革の概要」
- 『青森県教育史 別巻』（青森県教育委員会・1973年12月20日発行）「学校沿革 小学校」858頁～869頁「道仏小学校」